# Borisowskaja (rejon charowski)
Borisowskaja (ros. Борисовская) – wieś w Rosji, w rejonie charowskim obwodu wołogodzkiego. W 2010 r. liczyła 3 mieszkańców.